# 사랑해 벽

사랑해 벽 (2010년)

사랑해 벽(프랑스어: Le mur des je t'aime)은 프랑스 파리 몽마르트르의 예한 릭투스 광장에 있는 40 제곱미터 (430 ft2) 면적의 사랑을 주제로 한 벽이다. 이 벽은 2000년에 예술가 프레데릭 바론과 클레어 키토가 만들었으며, 에나멜 용암 타일 612개로 구성되어 있다. 또한 250개 언어로 '사랑해'라는 문구가 311번 적혀져 있다. 각 타일의 크기는 21 by 29.7 센티미터 (8.3 in × 11.7 in)이다. 이 벽에는 모든 주요 언어로 '사랑해'라는 말이 새겨져 있다.